# Світвотер (округ, Вайомінг)
Шаблон:StateAbbr_ 41°40′ пн. ш. 108°53′ зх. д. / 41.66° пн. ш. 108.89° зх. д.
 Світвотер  (англ. Sweetwater County) — округ (графство) у штаті Вайомінг. Ідентифікатор округу 56037.

## Історія
Округ утворений 1867 року.

## Демографія
За даними перепису
2000 року
загальне населення округу становило 37613 осіб, зокрема міського населення було 33494, а сільського 4119.
Серед них чоловіків було 19026, а жінок 18587. В окрузі було 14105 домогосподарств, 10096 родин, які мешкали в 15921 будинках.
Середній розмір родини становив 3,11.
Віковий розподіл населення поданий у таблиці:
| Стать    | До 15 років | 15-21 | 22-29 | 30-39 | 40-49 | 50-65 | 65-85 | Понад 85 |
| -------- | ----------- | ----- | ----- | ----- | ----- | ----- | ----- | -------- |
| Чоловіки | 4382        | 2421  | 1801  | 2523  | 3628  | 2985  | 1186  | 100      |
| Жінки    | 4246        | 2285  | 1815  | 2576  | 3390  | 2552  | 1489  | 234      |

## Суміжні округи
- Фремонт — північ
- Карбон — схід
- Моффат, Колорадо — південь
- Даггетт, Юта — південний захід
- Юїнта — південний захід
- Самміт, Юта — захід, південний захід
- Лінкольн — захід
- Саблетт — північний захід